# Bradiporins
Els bradiporins (Bradyporinae) són una subfamília d'ortòpters de la família Tettigoniidae. De vegades és considerada com una família, Bradyporidae. El gènere més conegut és Ephippiger, unes llagostes amb les ales atrofiades.
Les espècies d'aquesta sota-família es troben a Europa, al nord de l'Àfrica i a Àsia.

## Llista de les tribus i gèneres
Segons Orthoptera Species File (16/08/2017) :
- Tribu Bradyporini Burmeister, 1838
  - Bradyporus Fuster, 1825
  - Pycnogaster Graells, 1851
- Tribu Ephippigerini Brunner von Wattenwyl, 1878
  - Afrosteropleurus Barat, 2012
  - Albarracinia Barat, 2012
  - Baetica Bolívar, 1903
  - Callicrania Bolívar, 1898
  - Coracinotus Barat, 2012
  - Corsteropleurus Barat, 2012
  - Ephippiger Berthold, 1827
  - Ephippigerida Bolívar, 1903
  - Lluciapomaresius Barat, 2012
  - Lucasinova Barat, 2012
  - Neocallicrania Pfau, 1996
  - Parasteropleurus Barat, 2012
  - Platystolus Bolívar, 1878
  - Praephippigera Bolívar, 1903
  - Sabaterpia Barat, 2012
  - Sorapagus Barat, 2012
  - Steropleurus Bolívar, 1878
  - Synephippius Navás, 1905
  - Uromenus Bolívar, 1878
- Tribu Zichyini Bolívar, 1901
  - Damalacantha Bei-Bienko, 1951
  - Deracantha Fischer von Waldheim, 1833
  - Deracanthella Bolívar, 1901
  - Deracanthina Bei-Bienko, 1951
  - Zichya Bolívar, 1901

## Galeria de fotos

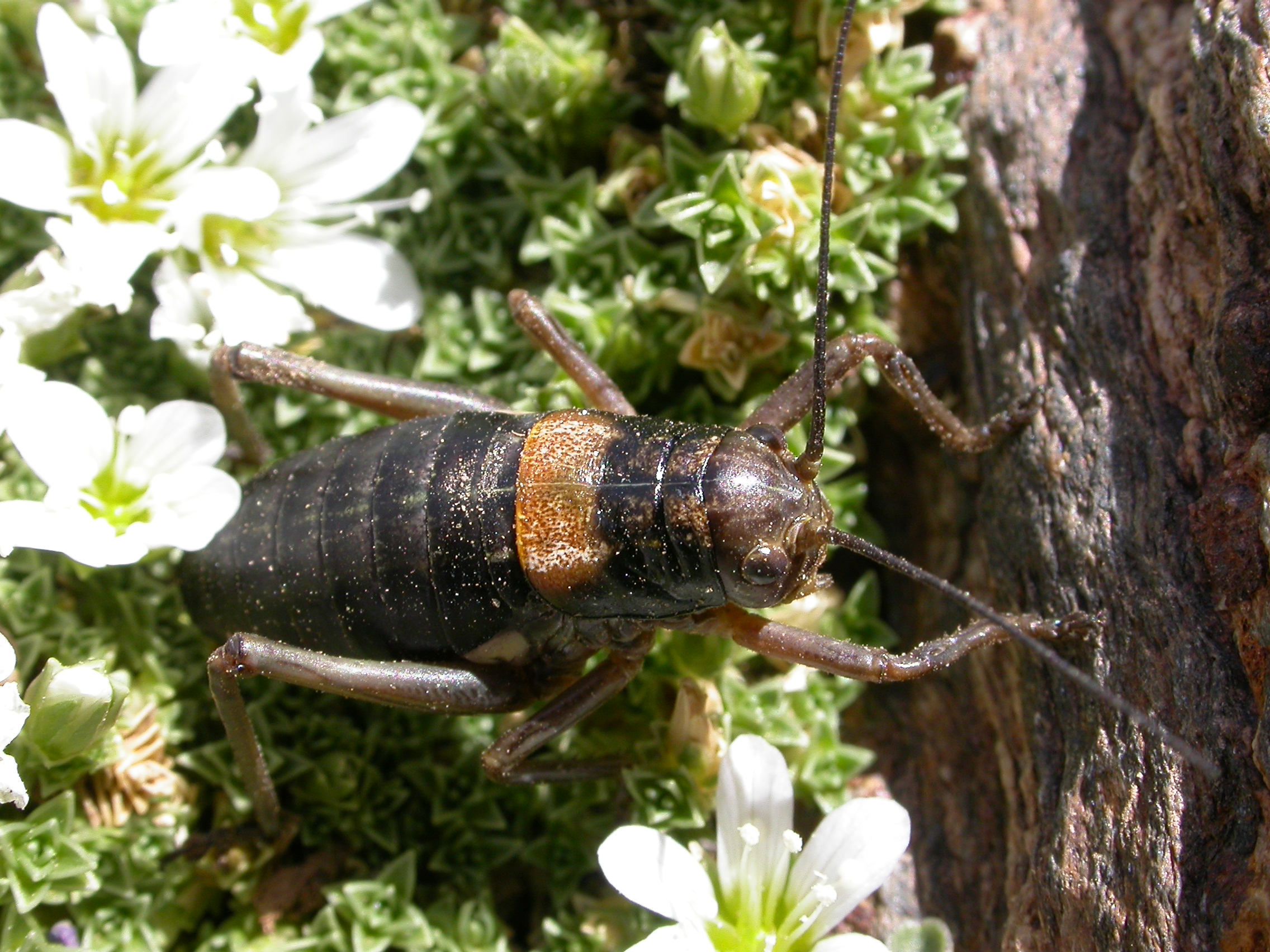
Baetica ustulata endemisme de Serra Nevada.
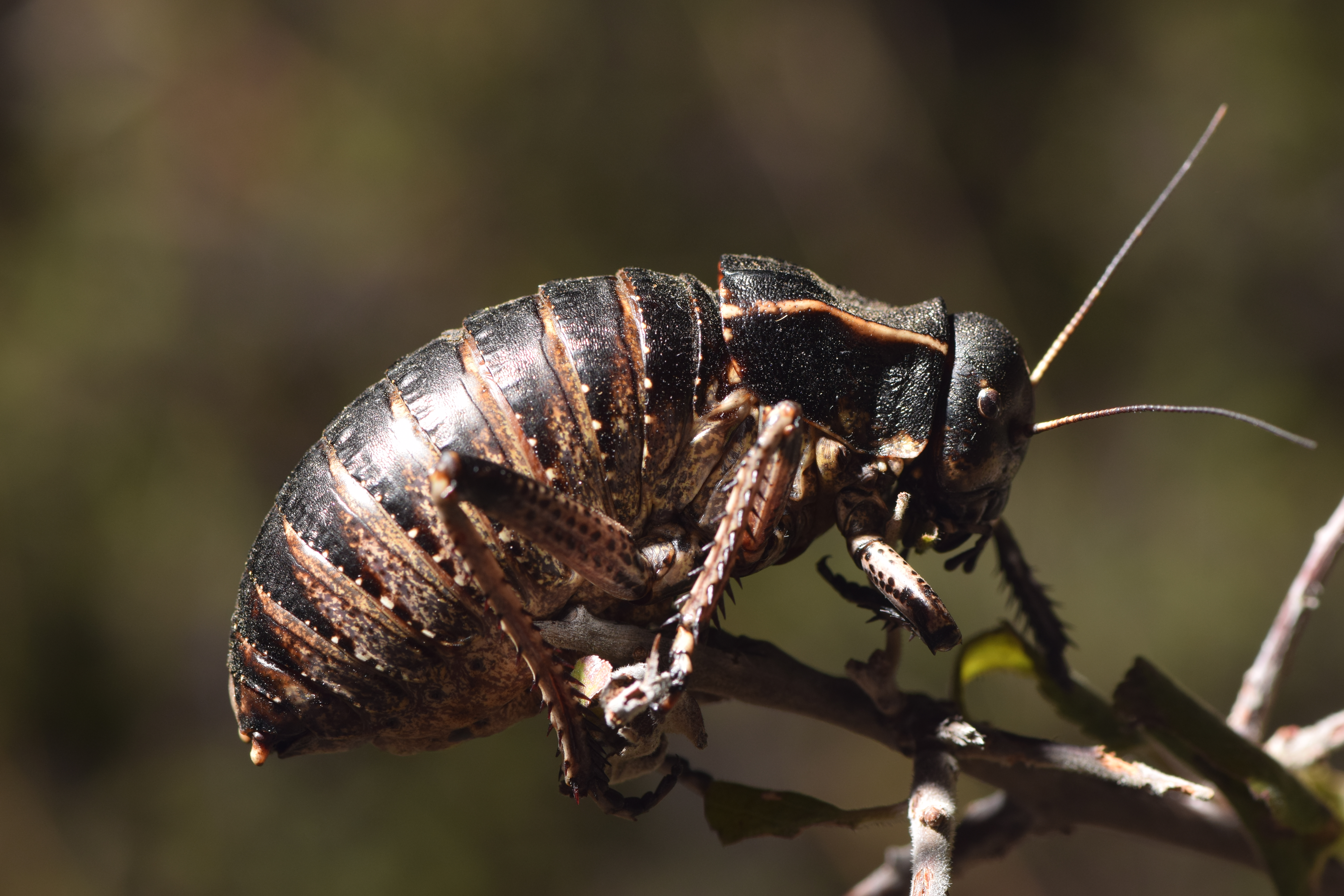
Bradyporus dasypus mascle adult a Grècia.
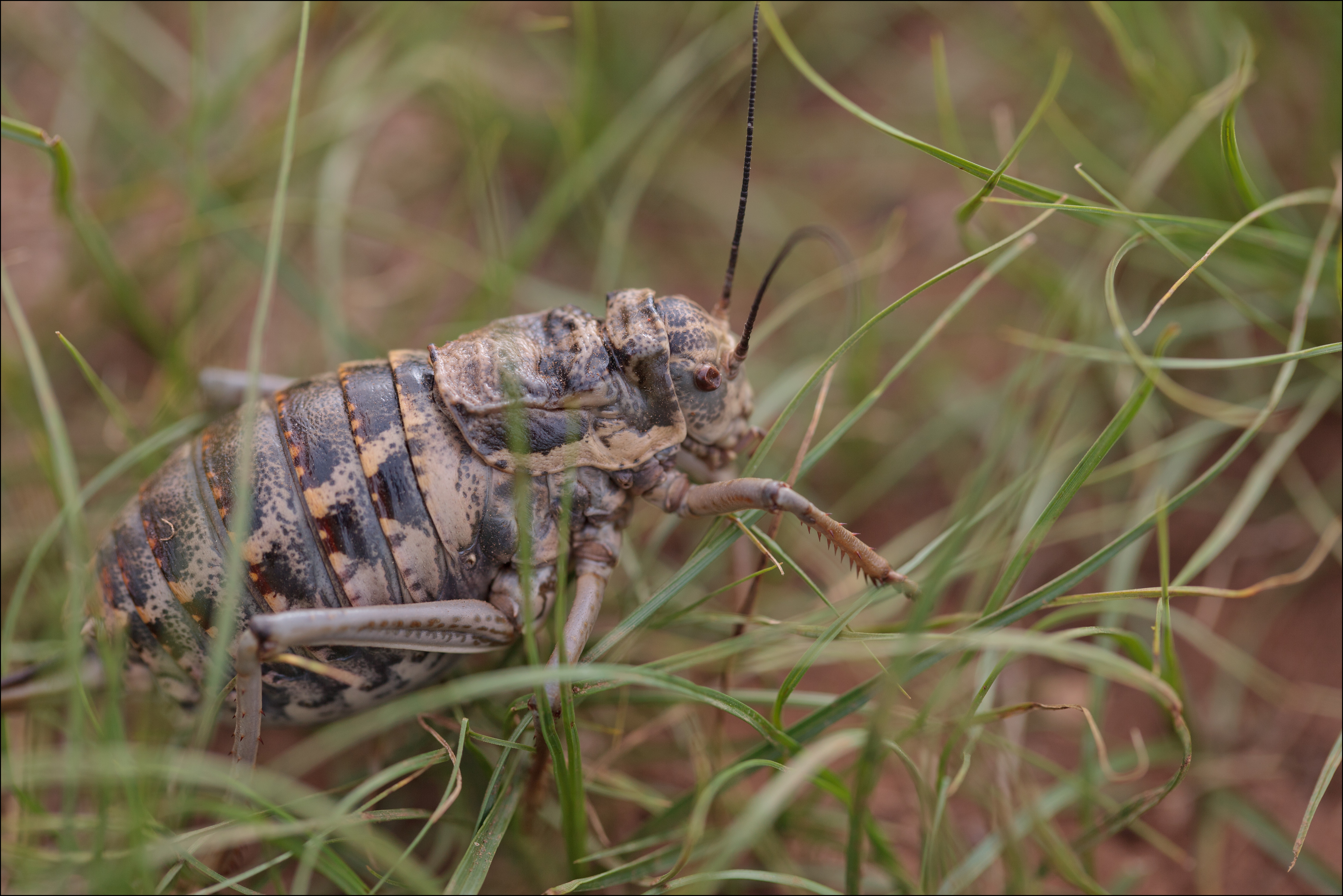
Femella Deracantha onos.
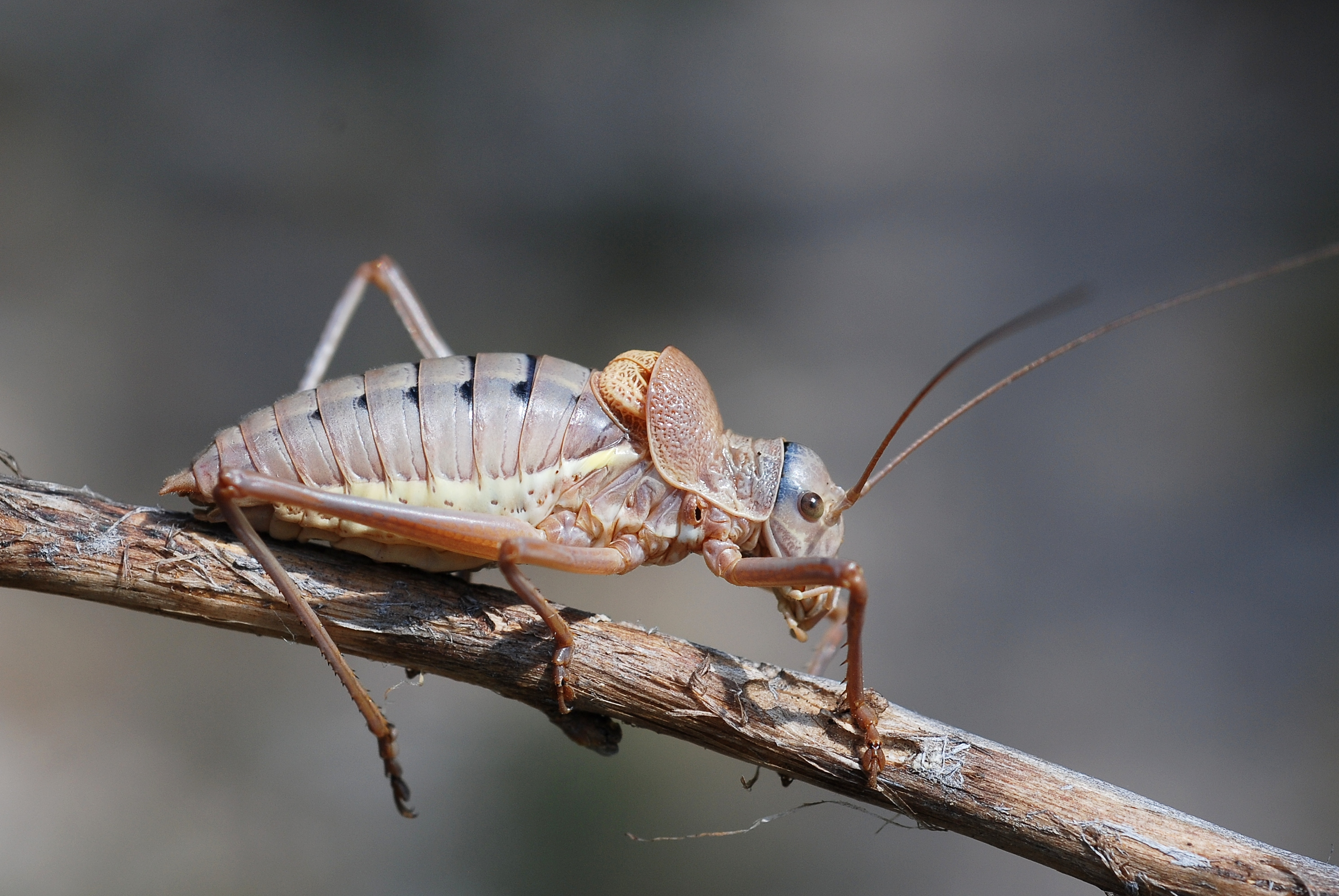
Viril Ephippiger terrestris terrestris, subspècie endèmica d'Occitània.
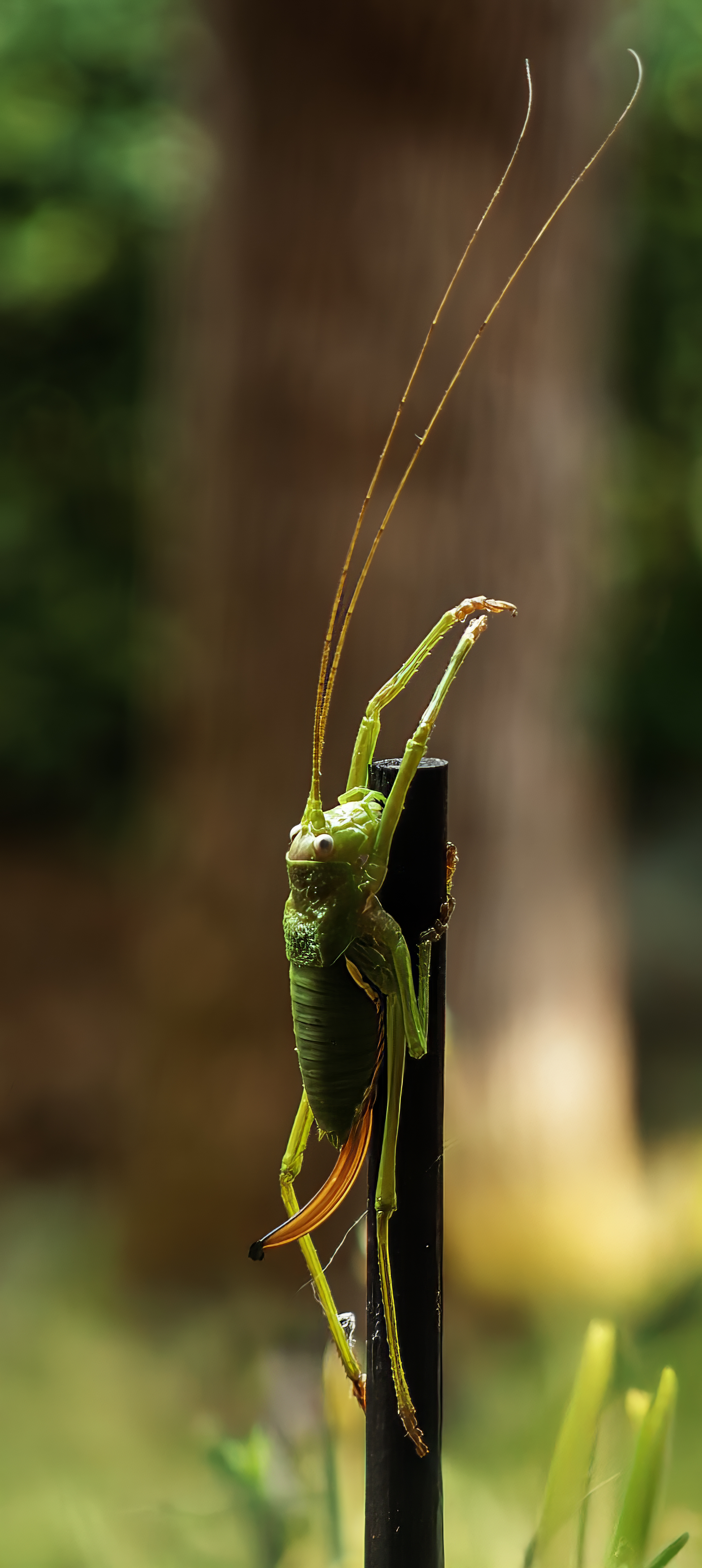
Femella Uromenus rugosicollis subspècie endèmica d'Occitània).